# Tim Sparv
Tim Sparv (Oravais, 1987. február 20. –) finn válogatott labdarúgó-középpályás.

## Pályafutása

### Klubcsapatokban
A Norrvalla FF és az angol Southampton korosztályos csapataiban nevelkedett. A 2006–2007-es szezonban került az első csapatba. 2007. január 7-én a svéd Halmstads BK csapatához szerződött fejlődése érdekében. 2008. május 1-jén kölcsönbe került a Vaasan PS csapatához. 2009. augusztus 14-én a holland Groningen csapatába igazolt. 2013 májusában három évre írt alá a Greuther Fürth csapatához. Július 21-én mutatkozott be az Arminia Bielefeld elleni bajnoki találkozón. Szeptember 30-án a Dynamo Dresden szerezte meg első gólját a német klubban. 2014. július 3-án négy évre szerződtette a dán Midtjylland. 2020. augusztus 26-án a görög Láriszasz játékosa lett, majd 2021. május 14-én közös megegyezéssel felbontotta a klubbal a szerződését. 2021. július 22-én aláírt a HJK Helsinki csapatához. Augusztus 12-én mutatkozott be az azeri Neftçi elleni Európa-liga-mérkőzésen a 82. percben Filip Valenčič cseréjeként. 2021. december 20-án bejelentette visszavonulását.

### A válogatottban
2013-ban részt vett a hazai rendezésű U17-es labdarúgó-világbajnokságon, de pályára nem lépett, valamint tagja volt a 2009-es U21-es labdarúgó-Európa-bajnokságon szereplő válogatottnak. 2009. február 4-én mutatkozott be a felnőttek között Japán ellen. 2021. május 29-én bekerült a 2020-as labdarúgó-Európa-bajnokságra készülő 26 fős keretbe.

## Statisztika

### Góljai a válogatottban
| #  | Dátum               | Helyszín                              | Ellenfél       | Találat | Végeredmény | Mérkőzés típusa     |
| -- | ------------------- | ------------------------------------- | -------------- | ------- | ----------- | ------------------- |
| 1. | 2012. augusztus 15. | Windsor Park, Belfast, Észak-Írország | Észak-Írország | 1–2     | 3–3         | Barátságos mérkőzés |

## Sikerei, díjai

### Klub
- Midtjylland
  - Dán bajnok: 2014–15 , 2017–18 , 2019–20
  - Dán kupa: 2018–19

### Egyéni
- Az év Finn U21-es labdarúgója: 2007[20]
- Az év Midtjylland játékosa: 2015
- Az év finn labdarúgója: 2015[21]